# Собор Святейшего Сердца Иисуса (Резекне)
Собор Святейшего Сердца Иисуса (латыш. Rēzeknes Vissvētākās Jēzus Sirds Romas katoļu katedrāle) — католическая церковь, находящаяся в городе Резекне, Латвия. Храм является кафедральным собором Резекненско-Аглонской епархии.

## История
Первоначально на месте современного храма находилась небольшая деревянная церковь, построенная в 1685 году. После того, как этот храм сгорел в 80-х годах XIX века, было решено строить новую каменную церковь.
Строительство современного храма по проекту рижского архитектора Флориана Вигановского началось в 1887 году и завершилось в 1902 году. Освящение храма состоялось в 1914 году после окончания последних отделочных работ.
В 1995 году после учреждения Святым Престолом Резекненско-Аглонской епархии храм стал кафедральным собором.

## Описание
Фасад церкви имеет элементы псевдороманского архитектурного стиля, внутри храма имеются неоготические элементы. Неоготический деревянный алтарь украшен фигурами Иисуса Христа и Девы Марии, святой Терезы и других святых. Витражи изображают первых католических латвийских епископов святого Мейнарда и Альберта Буксгевдена.

## Роль в истории
Настоятелем собора был один из идеологов латгальского возрождения Францис Трасун. Он возглавлял Резекненскую католическую общину в 1904-1906 годах, именно в эти годы сформулировав основные идеи национального и культурного развития Латгалии и обозначив ее единство с латышами Видземе и Курземе. В течение одного лета под его руководством вокруг костёла была возведена ограда, в самом храме установлен внушительный дубовый алтарь.
С мессы в соборе начался 26 апреля (9 мая) 1917 года Конгресс латышей Латгалии, проголосовавший за объединение латышского народа с формированием территориальной общности Режицкого (Резекненского), Двинского (Даугавпилсского) и Люцинского (Лудзенского) уездов с уездами Лифляндской губернии. Во время торжественной мессы впервые прозвучала торжественная песня «Dievs, svētī Latviju!» («Боже, благослови Латвию!»), ставшая впоследствии гимном независимой Латвийской Республики.
5 мая 2017 года торжественной мессой в соборе было отмечено 100-летие судьбоносного конгресса, на которое в Резекне приехали президент страны Раймонд Вейонис, премьер-министр Марис Кучинскис, депутаты Сейма, мэры городов Латгалии.